# Michele Frangilli
Michele Frangilli (ur. 1 maja 1976 w Gallarate) – włoski łucznik, drużynowy mistrz olimpijski, sześciokrotny medalista mistrzostw świata, dziewięciokrotny halowy medalista mistrzostw świata, dwukrotny mistrz Europy. Startuje w konkurencji łuków klasycznych.
Największym jego osiągnięciem jest złoty medal olimpijski drużynowo podczas igrzysk olimpijskich w Londynie. Wcześniej zdobył srebrny medal olimpijski drużynowo w Atlancie i brązowy również drużynowo w Sydney oraz mistrzostwo świata w 2003 roku w Nowym Jorku, gdzie zdobył złoto indywidualnie. W 2001 roku został mistrzem świata w hali we Florencji, a dwa lata później halowym wicemistrzem w Nîmes. 